# Pterolophia postflavomaculata
Pterolophia postflavomaculata là một loài bọ cánh cứng trong họ Cerambycidae.